# عباس أباد (استر أباد)
عباس أباد (بالفارسية: عباس‌آباد) هي قرية تقع في إيران في قسم استر أباد الریفي. يقدر عدد سكانها بـ 703 نسمة .